# Grégory Pujol
Grégory Pujol (Paris, Francia, 25 de enero de 1980) es un exfutbolista francés que jugaba como delantero y su último club fue Gazélec Ajaccio.

## Trayectoria
Pujol debutó profesionalmente el año 2001 en FC Nantes, equipo donde jugó por 4 temporadas, en los cuales jugó 71 partidos y anotó 11 goles. En el segundo semestre de 2005, el delantero pasó al R. S. C. Anderlecht de Bélgica (equipo que de paso, fue el único club que jugó en el extranjero y donde jugó solo un año), donde jugó 11 partidos y anotó 4 goles. En el segundo semestre de 2006, Pujol volvió a su país, para jugar en el Sedan, donde también jugó solo un año y en esa temporada, jugó 36 partidos y anotó 10 goles. En el segundo semestre de 2007, arribó al modesto Valenciennes FC; donde hasta ahora, ha jugado 143 partidos y ha anotado 41 goles.

## Clubes
| Club                         | País    | Año       |
| ---------------------------- | ------- | --------- |
| F. C. Nantes                 | Francia | 2001-2006 |
| R. S. C. Anderlecht (cedido) | Bélgica | 2005-2006 |
| C. S. Sedan                  | Francia | 2006-2007 |
| Valenciennes F. C.           | Francia | 2007-2014 |
| Gazélec Ajaccio              | Francia | 2014-2016 |